# Flanning
Flanning ist ein Ortsteil der Gemeinde Bockhorn im Landkreis Erding in Oberbayern. 

## Geografie
Der Weiler liegt fünf Kilometer südwestlich von Bockhorn entfernt. 
300 Meter östlich von Flanning fließt die Strogen.

Der stattliche Hof Flanning 8, von 1913

## Verkehr
Die Staatsstraße 2084 verläuft durch den Ort.